# Lista de municípios de Gauteng
A província de Gauteng, na África do Sul, está dividida em três municípios metropolitanos e três municípios distritais, que estão por sua vez subdivididos em nove municípios locais e uma zona de gestão distrital.
| Localização do distrito de Metsweding                | Distrito de Metsweding. Subdividido em: - Município de Kungwini - Município de Nokeng tsa Taemane                                                                                 |
| Localização do distrito de West Rand                 | Distrito de West Rand. Subdividido em: - Município de Merafong - Município de Mogale - Município de Randfontein - Município de Westonaria - Zona de gestão distrital de West Rand |
| Localização do distrito de Sedibeng                  | Distrito de Sedibeng. Subdividido em: - Município de Emfuleni - Município de Midvaal - Município de Lesedi                                                                        |
| Localização do município metropolitano de eGoli      | Município metropolitano de eGoli: - Compreende a cidade de Joanesburgo. |
| Localização do município metropolitano de Tshwane    | Município metropolitano de Tshwane: - Compreende a cidade de Pretória, que está em processo de mudar de nome igualmente para Tshwane.                                             |
| Localização do Município Metropolitano de Ekurhuleni | Município metropolitano de Ekurhuleni: - Compreende numerosas cidades na antiga região de East Rand - Capital: Germinston.                                                        |